# Cypress Hill
Cypress Hill (рус. Кипарисовый холм) — американская хип-хоп-группа из Лос-Анджелеса, иногда использующая в своих треках элементы рок-музыки, в основном ню-метала. Группа продала за 30 лет существования более 20 миллионов копий своих альбомов. В начале группа называлась DVX (аббревиатура от Devastating Vocal Xcellence), но годом рождения коллектива можно считать 1988 год, когда после ухода Mellow Man Ace группа получила своё настоящее имя. Первые демо-треки были записаны в 1989-м году, большая их часть была посвящена каннабису.
В общем счёте, альбомы Cypress Hill получали восемь раз статус платинового и дважды золотого диска. Название группы переводится как «Кипарисовый холм» и намекает на происхождение музыкантов — основатели группы выросли на «Кипарисовой авеню» (англ. Cypress Avenue) в Лос-Анджелесе.

## История
Cypress Hill — американская хип-хоп группа из города South Gate, штат Калифорния. Первая латиноамериканская рэп-группа, которая за 30 лет своего существования продала более 20 миллионов копий своих альбомов, некоторые из которых получили статус платиновых и мультиплатиновых.
Группа была образована 3 людьми:
- Muggs (настоящее имя Lawrence Muggerud, род. 28 января 1968) — итало-американский уроженец Нью-Йорка;
- B-Real (настоящее имя Louis Freese, род. 2 июня 1970) — наполовину кубинец, наполовину мексиканец;
- Sen Dog (настоящее имя Senen Reyes, род. 20 ноября 1965) — кубинец африканского происхождения.

## Состав

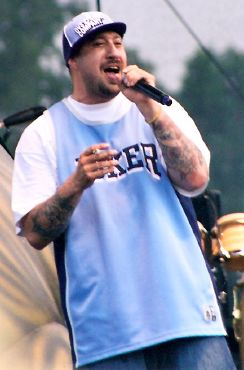
B-Real

- B-Real — MC
- Sen Dog — MC
- DJ Muggs — диджей, битмейкер
- Eric Bobo — ударные (с 1993 года)

## Дискография

### Раннее творчество
- 1989: демо «The Phuncky Feel One», «Caliente», «Real Estate», «Light Another», «Psychobetabuckdown».

Все треки, кроме «Caliente» вошли в альбом «Cypress Hill» 1991 года.

### Студийные альбомы
- 1991: Cypress Hill
- 1993: Black Sunday
- 1995: III: Temples Of Boom
- 1998: IV
- 2000: Skull & Bones
- 2001: Stoned Raiders
- 2004: Till Death Do Us Part
- 2010: Rise Up
- 2018: Elephants On Acid
- 2022: Back in Black

### Мини-альбомы
- 2012: Cypress Hill X Rusko EP 01